# Sussaba japonica
Sussaba japonica är en stekelart som beskrevs av Nakanishi 1979. Sussaba japonica ingår i släktet Sussaba och familjen brokparasitsteklar. Inga underarter finns listade i Catalogue of Life.